# Selbst ist die Braut
Selbst ist die Braut (Originaltitel: The Proposal) ist eine US-amerikanische romantische Komödie aus dem Jahr 2009 von Anne Fletcher mit Sandra Bullock und Ryan Reynolds in den Hauptrollen. Der Film wird auf ein Budget von 40 Mio. Dollar geschätzt und spielte weltweit 317,5 Mio. Dollar ein. Die Deutsche Film- und Medienbewertung FBW in Wiesbaden verlieh dem Film das Prädikat besonders wertvoll.

## Handlung
Die erfolgreiche New Yorker Verlagslektorin und kanadische Staatsbürgerin Margaret Tate tyrannisiert ihr ganzes Büro, insbesondere ihren Assistenten Andrew Paxton. Als ihr Visum ausläuft, droht ihr die unmittelbare Ausweisung aus den USA. Daraufhin entschließt sie sich, Andrew zu erpressen, sie zu heiraten, und droht ihm, anderenfalls seine Karriere zu zerstören.
Einer ihrer Mitarbeiter, den Margaret zuvor entlassen hat, zeigt sie bei der Einwanderungsbehörde an. Der Beamte der Einwanderungsbehörde vermutet deshalb, dass es sich nur um eine Scheinehe handelt; er möchte beide Partner in einem persönlichen Gespräch einzeln befragen, was jeder über den anderen weiß, und rät den beiden, die Hochzeit abzusagen. Ansonsten würde Margaret sofort ausgewiesen werden und Andrew eine fünfjährige Gefängnisstrafe sowie eine hohe Geldstrafe erwarten. Dies schreckt Margaret allerdings nicht von ihrem Plan ab, und auch Andrew, mit der Aussicht auf eine Lektorenstelle, bleibt standhaft. Kurz darauf reisen die beiden nach Sitka in Alaska zum Geburtstag von Andrews Großmutter. Dessen Eltern führen am Ort ein regelrechtes Imperium von Familienunternehmen und erweisen sich als außerordentlich wohlhabend. Andrew stellt Margaret seinen Eltern und seiner Großmutter vor, die vom Besuch der beiden begeistert sind.
Im Haus von Andrews Familie kommen sich die beiden ungewollt näher. Zunächst sind beide vom Wunsch der Eltern, in Alaska zu heiraten, nicht begeistert, stimmen aber dann doch zu. Während sich die Familie in den Hochzeitsvorbereitungen befindet, besucht der Beamte der Einwanderungsbehörde die beiden in Alaska, um ihnen nochmals von der Hochzeit abzuraten. Er verspricht ihnen Straffreiheit, wenn sie den Schwindel sofort zugeben, doch auch diesmal lehnt Andrew dieses Angebot ab. Vor der versammelten Hochzeitsgesellschaft gibt Margaret den Schwindel dann doch zu und verlässt die Hochzeit fluchtartig, um zurück nach New York zu fliegen. Trotz einer List seiner Großmutter, die einen Herzanfall vortäuscht und die Familie damit etwas zusammenschweißt, gelingt es Andrew nicht mehr rechtzeitig, sie auf dem Flughafen einzuholen, und so folgt er ihr schließlich nach New York, um ihr seine Liebe zu gestehen. Sie werden ein Paar und stellen sich den Fragen der Einwanderungsbehörde.

## Synchronisation
Für die deutsche Buch- und Dialogregie war Katrin Fröhlich verantwortlich.
| Rolle           | Deutscher Sprecher |
| --------------- | ------------------ |
| Margaret Tate   | Bettina Weiß       |
| Andrew Paxton   | Dennis Schmidt-Foß |
| Grace Paxton    | Cornelia Meinhardt |
| Joe Paxton      | Christian Rode     |
| Grandma Annie   | Christel Merian    |
| Mr. Gilbertson  | Till Hagen         |
| Gertrude        | Uschi Hugo         |
| Ramone          | Michael Nathan-Pan |
| Bob Spaulding   | Hans Hohlbein      |
| Verleger Bergen | Lutz Riedel        |
| Chuck           | Till Endemann      |
| Verleger Malloy | Stefan Staudinger  |

## Kritiken
„Als knallharte Geschäftsfrau mit weichem Kern zeigt Sandra Bullock eine der besten Leistungen ihrer Karriere. In einer mitreißenden Comedy voller Gags.“

„Mit The Proposal – Selbst ist die Braut gelingt Jung-Regisseurin Anne Fletcher eine überraschend charmante Romantik-Komödie mit Sandra Bullock und Ryan Reynolds in den Hauptrollen.“

„Die Sache mit der Ausweisung ist natürlich ausgemachter Blödsinn, vom Drehbuchautoren ebenso an den Haaren herbeigezogen wie sein Jawort zur Ehe. Aber genau daran erkennt man einen guten Film: Wenn er mitreißt, sind die Logiklöcher wurscht. Wie der gut aussehende Assi seiner Verlobten die eigene Verwandtschaft präsentiert und wie sich die eiskalte Businessqueen doch noch in eine fühlende Frau verwandelt, ist ein Stakkato aus komischen Höhepunkten. Darunter eine Slapstick-Nacktszene, mit der Sandra Bullock nicht nur ihr komisches Talent, sondern als Frau Mitte 40 auch Mut beweist. Es ist die hinreißende Präsenz der Schauspielerin, die dem Film das Besondere gibt. Dies sei nun, so schwört Bullock, definitiv ihr letzter Auftritt in einer Romanze. – »Beschwingter Gute-Laune-Film mit köstlichen Gags«“

„Unterhaltsame romantische Komödie, deren Story zwar lediglich bekannte Standards variiert und Klischees transportiert, die aber dank der versierten Hauptdarstellerin einigen Charme entfaltet.“